# El Ouldja
El Ouldja (em árabe: العلجة) é uma comuna localizada na província de Relizane, Argélia. De acordo com o censo de 2008, a população total da cidade era de 1 938 habitantes.